# سقاية السيف
سقاية السِيف
جامع السِيف، هو مسجد قديم كان على شاطيء دجلة الغربي، قريباً من جسر الشهداء الحالي، ويعتقد انه دار القرآن البشيرية في العصر العباسي المشيدة سنة 1254م.
وفي عهد الدولة العثمانية، قام داود باشا والي بغداد للفترة من 1816-1831م، بإنشاء سقاية للنفع العام عند جامع السِيف، عندما أمر بتعميره تعميراً شاملاً في السنوات 1820-1824م، ليستقي منها الناس ويشرب من مائها أبناء السبيل. وقد امتدحها الشيخ محمد صالح التميمي بأبيات بائية كتبت على جدرانها وهي:
وعندما تم نقض الجامع اندثرت سقايته معه وذلك سنة 1966م، ولا اثر لها اليوم.